# Скеллиг (острова)

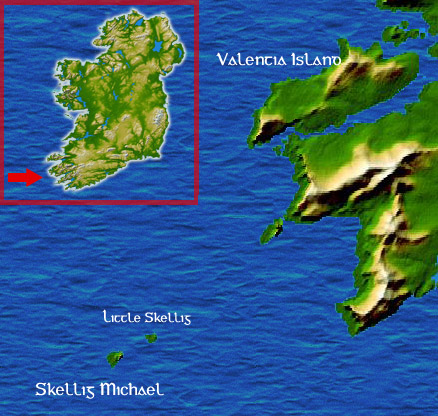
Карта островов Скеллиг

Острова Скеллиг (ирл. Na Scealaga, англ. The Skelligs) — два маленьких скалистых острова, Литл Скеллиг (англ. Little Skellig) и Скеллиг-Майкл (англ. Skellig Michael), у полуострова Ивера в графстве Керри. Известны своей популяцией северных олуш, атлантических тупиков и раннехристианским монастырём, включённым во Всемирное наследие ЮНЕСКО.
Литл Скеллиг — меньший из островов, закрыт для посетителей. На нём живёт несколько десятков тысяч пар северных олуш (вторая по размерам колония в мире). Монастырь расположен на Скеллиг-Майкле. Помимо монастыря, на Скеллиг-Майкле расположен маяк.
Первое упоминание об островах относится к 490 году.